# Modem

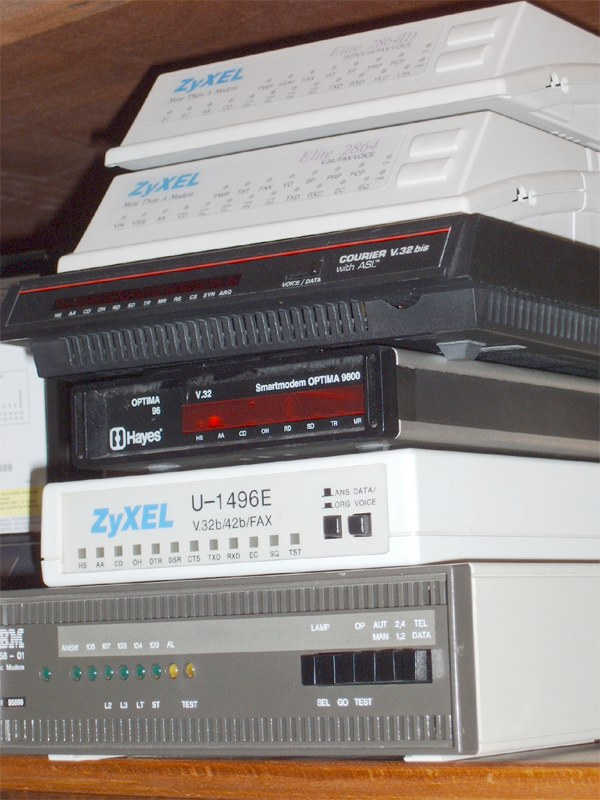
Modemy

Modem je zařízení pro převod mezi analogovým a digitálním signálem. Modem je zkratkové slovo z výrazu „modulátor demodulátor“. Modemy se používají především pro přenos digitálních dat pomocí analogové přenosové trasy. Přenosová trasa může být telefonní linka, koaxiální kabel, radiový přenos apod.

## Typy modemů
- modemy pro komutované (vytáčené) připojení do standardní analogové telefonní sítě
- terminálové adaptéry – TA někdy též nesprávně zvané „ISDN modemy“ pro připojení do digitální telefonní sítě
- modemy pro pronajaté propojení bod-bod, linka typu dvou-drát nebo čtyř-drát
- modemy pro širokopásmové kabelové připojení k internetu – CableDSL
- modemy pro širokopásmové telefonní připojení k internetu – ADSL
- GSM, UMTS modem/karta pro datové propojení přes síť GSM, UMTS viz GPRS, EGPRS, HSDPA
- různé radio modemy (plně duplexní a poloduplexní)

Pro řízení většiny standardních modemů se používá sada příkazů AT (tzv. Hayes kompatibilní). Pro speciální modemy může existovat vlastní komunikační protokol.
Poté se ještě modemy dělí na interní a externí.
Interní se dělí ještě na hardwarové a softwarové. Soft-modemy využívají procesoru počítače a ten pak musí provádět např. kompresi dat, zatímco hardwarové modemy mají procesor svůj a nezatěžují procesor PC. Klasické modemy HW si také řídí tok dat na rozhraní RS232.

### Telefonní modem
Telefonní modem pro komutované (nesprávně vytáčené) připojení (dial-up) převádí digitální signál do pásma pro běžný hovor (standardní telefonní pásmo je od 0,3 až do 3,4 kHz). Pro přenos pak slouží běžná telefonní přípojka. Používají se různé typy modulace, především je to dnes několikastavová kvadraturní amplitudová modulace – vlastně kombinace amplitudové a fázové modulace (například šestnáctistavová, tedy 16-QAM). Moderní modemy používají protokoly na samočinnou opravu a detekci chyb (viz ECC), automatické sledování kvality přenosu apod.
Současné telefonní modemy dosahují na telefonních linkách maximální rychlosti do 56 kbit/s (je to zároveň přibližně fyzikální maximum na analogové telefonní lince, dané paradoxně její následnou digitalizací v ústřednách a na dálkových trasách). Je to dnes již takřka nepoužívaný způsob připojení domácího počítače do Internetu (dial-up). Prakticky se s tímto způsobem přenosu setkáváme jen u telefaxů.

### Faxmodem
Většina telefonních modemů, ISDN modemů a GSM/GPRS/UMTS modemů podporuje přenos faxů skupiny 3.

### Modem pro pronajaté propojení
Tyto modemy jsou zpravidla plně kompatibilní s telefonními modemy, navíc poskytují možnost propojení pomocí nevytáčeného propojení pronajatou analogovou linkou, (není nutné napájení ústřednou a modemy se kontrolují na základě trvale vysílaného klidového kmitočtu). Tuto funkci umí i některé běžné modemy a zjistíme to použitím AT příkazu AT&L1, nebo AT&L2 v terminálovém režimu počítače. Pokud je odezva ERROR, znamená to, že to modem neumí. Nastavení AT&L0 je pro linku s ústřednou. Pro propojení se používá dvouvodičová linka (dvou-drát) jako u klasického telefonního spojení nebo čtyřvodičová linka, pro každý směr přenosu je jeden pár vodičů. Lze tak sledovat kvalitu přenosu a nastavovat parametry přenosu pro každý směr. Čtyřvodičová linka, mimo jiné, umožňuje propojení přes vhodnou plně duplexní radiostanici a vytvořit tak radio modem.

### DSL modem
DSL modem (anglicky Digital Subscriber Line Transceiver) neboli modem pro digitálně podepsanou linku je zařízení používané k připojení počítače k DSL lince. Umožňuje-li modem připojení více počítačů, označujeme ho jako DSL router.

## Historie
První telefonní modemy vznikly v 50. letech 20. století v rámci amerického vojenského projektu SAGE. Původní modemy pracovaly s maximální rychlostí 300 bit/s, později byla maximální rychlost postupně zvyšována na 1200 bit/s, 2400 bit/s a 9600 bit/s. Pravděpodobně nejstarší funkční modem, pomocí kterého se lze ještě stále připojit k internetu, je exemplář v dřevěné krabici od Livermore Data Systems, pocházející cca z roku 1964.
Dnešní telefonní modemy pracují nejčastěji podle standardu ITU-T V.90, který definuje maximální rychlost 56 kbit/s pro download a 33,6 kbit/s pro upload.
Už méně se ví, že na rychlosti 300bit/s i tyto modemy začínají navazovat spojení. Je to proto, že se i na velmi nekvalitní lince dohodnou na základních informacích, jako je rozeznání se jako modemy. Pak teprve přechází do rutin na vyšších rychlostech.

### Seznam rychlostí modemů pro komutované linky
Následující tabulka obsahuje maximální přenosové rychlosti modemů; skutečné rychlosti mohou být v závislosti na podmínkách nižší (např. podle úrovně šumu). Rozsáhlejší seznam přenosových rychlostí je uveden v článku Seznam rychlostí zařízení. Modulační rychlost se udává v Baudech, což je počet symbolů za sekundu; každý symbol může kódovat jeden nebo více datových bitů.
| Modem                                                           | Modulace  | Přenosová rychlost [kbit/s] | Dostupné od roku |
| --------------------------------------------------------------- | --------- | --------------------------- | ---------------- |
| 110 baud Bell 101 modem                                         | FSK       | 0,11                        | 1958             |
| 300 baud (Bell 103 or V.21)                                     | FSK       | 0,3                         | 1962             |
| 1200 modem (1200 baud) (Bell 202)                               | FSK       | 1,2                         |                  |
| 1200 Modem (600 baud) (Bell 212A or V.22)                       | QPSK      | 1,2                         | 1980             |
| 2400 Modem (600 baud) (V.22bis)                                 | QAM       | 2,4                         | 1984             |
| 2400 Modem (1200 baud) (V.26bis)                                | PSK       | 2,4                         |                  |
| 4800 Modem (1600 baud) (V.27ter)                                | PSK       | 4,8                         | [ 5 ]            |
| 9600 Modem (2400 baud) (V.32)                                   | QAM       | 9,6                         | 1984             |
| 14.4k Modem (2400 baud) (V.32bis)                               | trellis   | 14,4                        | 1991             |
| 28.8k Modem (3200 baud) (V.34)                                  | trellis   | 28,8                        | 1994             |
| 33.6k Modem (3429 baud) (V.34)                                  | trellis   | 33,6                        | 1996             |
| 56k Modem (8000/3429 baud) (V.90)                               | digitální | 56,0/33,6                   | 1998             |
| 56k Modem (8000/8000 baud) (V.92)                               | digitální | 56/48                       | 2000             |
| „Bonding“ modem (dva modemy 56k) (V.92)                         |           | 112/96                      |                  |
| Hardwarová komprese (s proměnnou rychlostí) (V.90/V.42bis)      |           | 56–220                      |                  |
| Hardwarová komprese (s proměnnou rychlostí) (V.92/V.44)         |           | 56–320                      |                  |
| Server-side WWW komprese (s proměnnou rychlostí) (Netscape ISP) |           | 100–1000                    |                  |